# Leonardo Arthur de Melo
Leonardo Arthur de Melo, meglio noto come Léo (Osasco, 25 marzo 1995), è un calciatore brasiliano, attaccante del CAHN.

## Carriera
Nel 2013 ha esordito in Série A con il Corinthians.